# Chiesa di Santa Maria del Suffragio (Milano)
La chiesa di Santa Maria del Suffragio (o anticamente chiesa di Santa Maria Nascente di Calvairate) è un luogo di culto cattolico di Milano, situato in corso XXII Marzo.

## Storia
Le origini della chiesa si ascrivono al 1577 quando l'allora arcivescovo di Milano, Carlo Borromeo decide la costruzione di una parrocchia nel villaggio rurale di Calvairate, appena fuori dai bastioni spagnoli di Milano, dedicata al culto di santa Maria Nascente.
Nel 1873, con l'annessione del borgo di Calvairate al comune dei Corpi Santi e poi a quello di Milano con la conseguente espansione della metropoli e l'aumento della popolazione anche nel quartiere stesso, la chiesa si trovava ormai in pessimo stato, cadente e quasi inutilizzabile e non in grado di accogliere tutti i fedeli. Passarono altri trentadue anni e nel 1896 l'arcivescovo Andrea Carlo Ferrari decise la costruzione di una nuova chiesa nel quartiere, con una nuova ubicazione rispetto alla precedente ma sempre all'interno dell'area. La chiesa venne dedicata il 31 ottobre 1896 dallo stesso cardinal Ferrari a Santa Maria del Suffragio. Dal 1924 al 1930 fu parroco della chiesa mons. Giacinto Tredici, che poi sarà vescovo di Brescia dal 1934 al 1964.

## Descrizione

### Esterno
La facciata principale della chiesa, che prospetta su corso XXII Marzo, è a salienti. Essa, con paramento murario in blocchi di pietra chiara ed inserti in mattoni rossi, presenta, nella parte inferiore, tre portali ogivali strombati, con lunette musive. In quella centrale, è raffigurata la Madonna in trono col Bambino. È stata realizzata nel 1927 dall'Ing. Mons. Spirito Maria Chiappetta. I portali bronzei, opera di Ercole Franz De Vecchi, sono stati realizzati nel 1996 e, nello stesso anno, inaugurati dall'allora arcivescovo di Milano Carlo Maria Martini. Il portale centrale raffigura Storie della vita di Maria, quello di sinistra l'Annunciazione e quello di destra la Sacra Famiglia. Al centro della facciata, in corrispondenza della navata centrale, si apre il grande rosone circolare.

### Interno

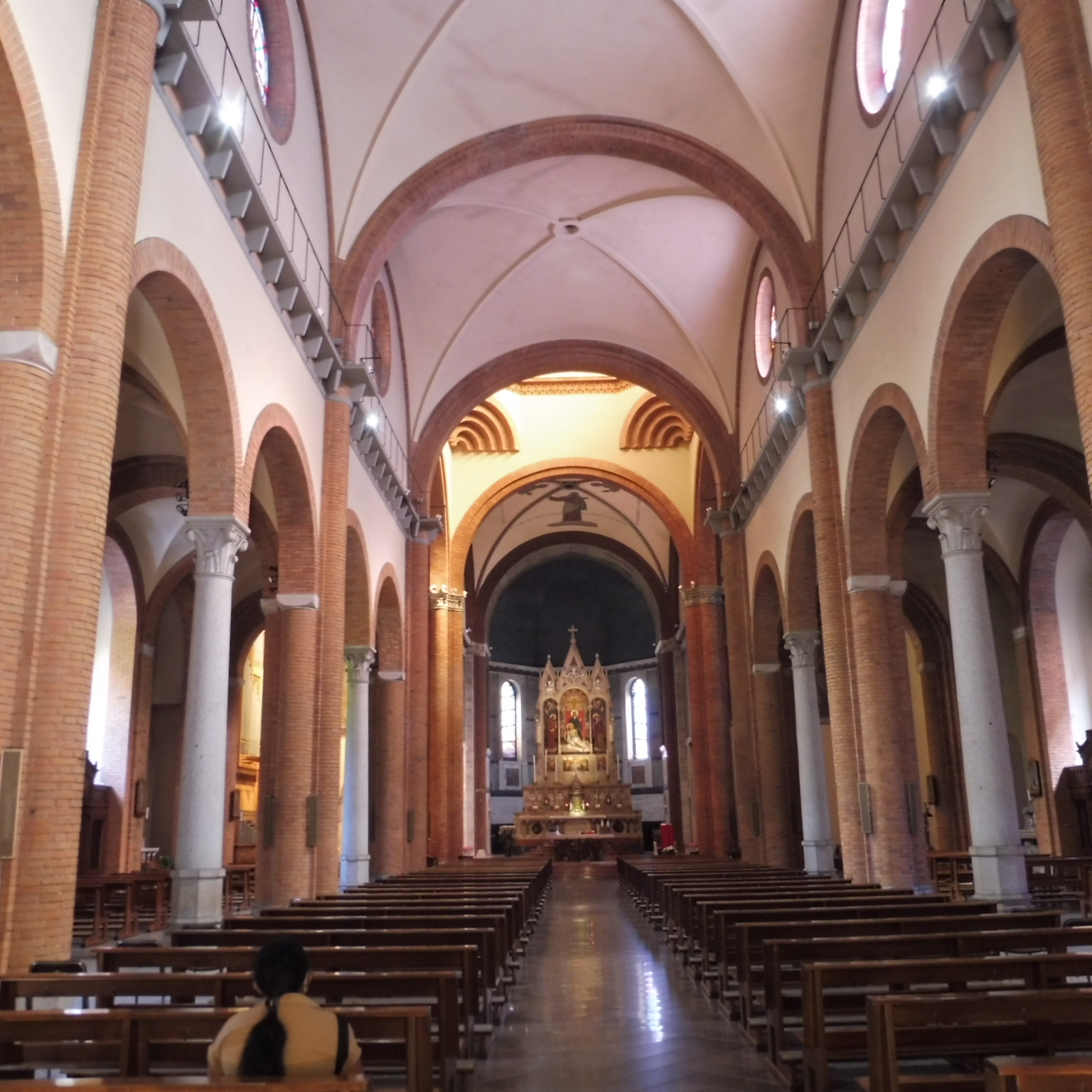
Navata centrale

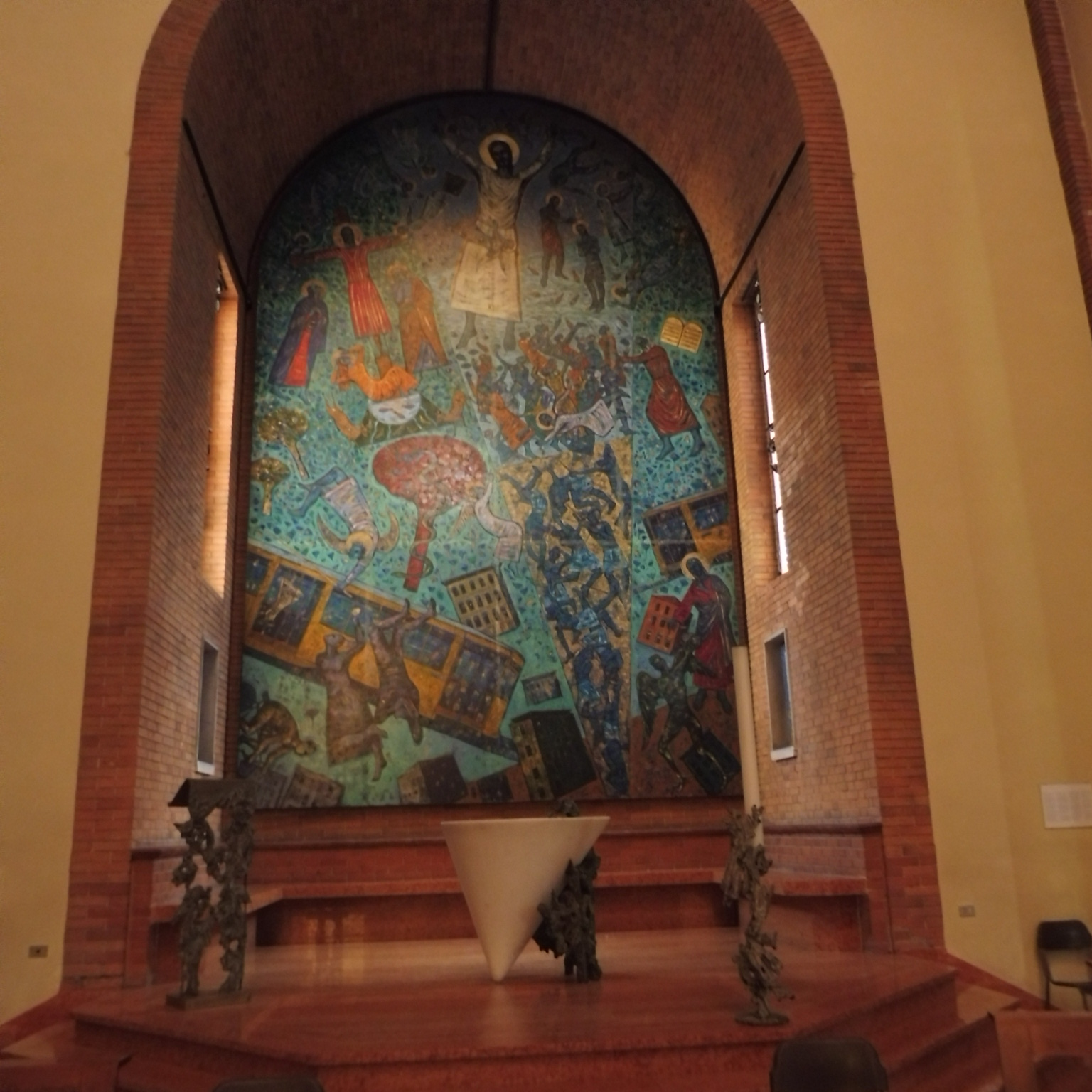
Battistero

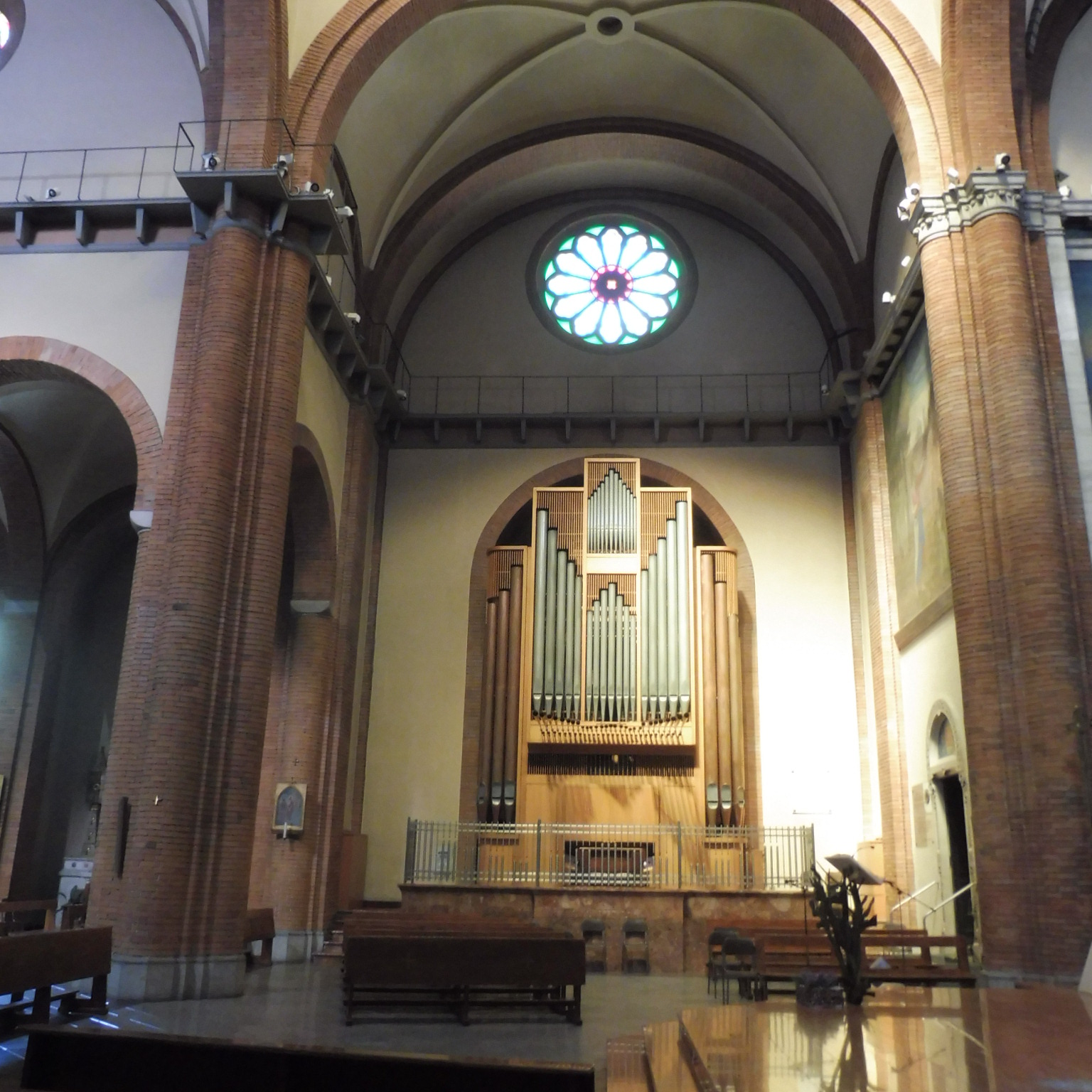
Organo

L'interno della chiesa è a croce latina, con tre navate e profondo coro absidato.
Le tre navate, di tre campate ciascuna, sono coperte con volta a crociera e sono divise da due file di archi a tutto sesto poggianti di pilastri polistili in mattoni rossi. Sulla crociera, si eleva il tiburio ottagonale, illuminato da trifore romaniche.
Gli affreschi delle pareti laterali del presbiterio realizzati da Aldo Carpi de' Resmini (noto soprattutto per le vetrate del duomo), rappresentano la Resurrezione e la Crocefissione (1946), che riflettono l'esperienza del maestro nei lager nazisti.
Nel transetto di destra, entro un'abside rettangolare con volta a botte, si trova il moderno battistero. Al centro dell'area sopraelevata, vi è il fonte battesimale, di Ercole Franz De Vecchi, in marmo di Carrara con inserti in bronzo raffiguranti la Samaritana al pozzo, il Sacrificio di Isacco, il Cieco nato e la Resurrezione di Lazzaro.
Il presbiterio occupa interamente lo spazio del coro e dell'abside poligonale. I moderni arredi sacri che lo compongono - altare, ambone e sede - sono stati realizzati in marmo di Carrara e bronzo nel 2006, in occasione dei 110 anni della consacrazione della chiesa. L'antico altare maggiore, realizzato nel 1915 dall'Ing Mons. Spirito Maria Chiappetta  invece, è in stile neoromanico, in marmi policromi, con decorazioni a bassorilievo sul paliotto e sull'alzata e rilievi di Leone Lodi spostato nel 2006 nell'adiacente cappella di San Proto. L'ancona accoglie il Trittico dell'Addolorata, di Eugenio Cisterna, con predella su sfondo oro.
Alla destra dell'abside, si apre la cappella di San Proto, costruita nel 1933 per accogliere le reliquie del santo martire e ristrutturata nel 1984. L'ambiente, a croce latina con transetto poco sporgente ed abside semicircolare, ha un moderno presbiterio con arredi in legno, e grande crocifisso.
La bella statua in alabastro Mater Misericordiae, il grande candelabro Cero pasquale in marmo e la statua sempre in marmo dedicata a Sant'Antonio sono di Leone Lodi. La statua di Santa Monica, in terracotta patinata, è di Valerio Pilon (1985).
Alcuni affreschi furono eseguiti nel 1946 da Aldo Carpi e da Raffaele Albertella.

### Organo a canne
Sulla cantoria a ridosso della parete fondale del transetto sinistro, si trova l'organo a canne Tamburini, ricostruito nel 1988 riutilizzando il materiale fonico del precedente strumento (1950, opus 286), a sua volta riforma dello strumento opus 36, del 1909, originariamente a ridosso della controfacciata della navata centrale.
L'organo, a trasmissione mista, meccanica per i manuali e il pedale, elettrica per i registri e le combinazioni, ha tre tastiere di 61 note ciascuna e una pedaliera concavo-radiale di 32 note.